# Thann
Thann település Franciaországban, Haut-Rhin megyében. Lakosainak száma 7769 fő (2022. január 1.). Thann Vieux-Thann, Leimbach, Bitschwiller-lès-Thann, Goldbach-Altenbach, Steinbach és Rammersmatt községekkel határos.

## Népesség
A település népessége az elmúlt években az alábbi módon változott:
| Lakosok száma | 7933 | 7898 | 7979 | 7780 | 7721 | 7767 | 7784 | 7766 | 7769 |
|               | 2013 | 2015 | 2016 | 2017 | 2018 | 2019 | 2020 | 2021 | 2022 |